# نهر وانغانوي
نهر وانغانوي (بالإنجليزية: Whanganui River) هو أحد الأنهار الرئيسية في الجزيرة الشمالية في نيوزيلندا وهناك نهر بنفس الاسم في الجزيرة الجنوبية، ينبع هذا النهر من جبل تونغاريو في وسط الجزيرة ويصب في بحر تسمان ويبلغ طولهُ 290 كلم.